# Federazione calcistica del Mozambico
La Federazione calcistica del Mozambico (por. Federação Moçambicana de Futebol, acronimo FMF) è l'ente che governa il calcio in Mozambico.
Fondata nel 1976, si affiliò alla FIFA nel 1980, e alla CAF nel 1978. Ha sede nella capitale Maputo e controlla il campionato nazionale, la coppa nazionale e la nazionale del paese.